# Ömirsaq Ösbekow
Ömirsaq Ösbekuly Ösbekow (kasachisch Өмірзақ Өзбекұлы Өзбеков, russisch Умирзак Узбекович Узбеков Umirsak Usbekowitsch Usbekow; * 10. Oktober 1947 in Baqanas, Kasachische SSR) ist ein ehemaliger kasachischer Politiker.

## Leben
Ömirsaq Ösbekow wurde 1947 in Baqanas im heutigen Bezirk Balqasch im Gebiet Almaty geboren. Er absolvierte ein Studium der Veterinärmedizin am Veterinärinstitut Alma-Ata, das er 1971 abschloss. Nach seinem Hochschulabschluss arbeitete er zunächst als Tierarzt in einem staatlichen Landwirtschaftsbetrieb im Rajon Tschilik in der Oblast Alma-Ata sowie in zwei weiteren Landwirtschaftsbetrieben. Dabei leitete er auch die Parteiorganisation der Kommunistischen Partei in diesen Betrieben. Ab 1985 leitete er einen Landwirtschaftsbetrieb.
Von 1990 bis 1991 war er Vorsitzender des Exekutivkomitees des Bezirksrates der Volksabgeordneten in Tschilik. Anschließend wurde er stellvertretender Vorsitzender des regionalen agrarindustriellen Ausschusses von Alma-Ata. Nach der Unabhängigkeit Kasachstans von der Sowjetunion wurde Ösbekow 1992 stellvertretender Leiter der Regionalverwaltung des Gebietes Almaty und ab 1994 war er Äkim (Gouverneur) des Gebietes Almaty. Von 1996 an bis zu seiner Auflösung am 22. April 1997 war er Äkim des Gebietes Taldyqorghan. Danach war er im diplomatischen Dienst für Kasachstan tätig. So war er zwischen 1997 und 2003 Botschafter im benachbarten Kirgisistan und im Anschluss daran Botschafter in Usbekistan. Am 22. Januar 2008 wurde er Vorsitzender der Agentur für Landmanagement.
Im Oktober 2011 leitete die Finanzpolizei ein Verfahren gegen Ösbekow ein. Im Jahr 2013 wurde er wegen Amtsmissbrauchs und Veruntreuung zu zehn Jahren Haft verurteilt. Zudem wurde sein Eigentum beschlagnahmt.